# Sylvie Winter
Pour les articles homonymes, voir Winter.
Sylvie « Gayan » Winter (née le 12 août 1945 à Teplitz-Schönau) est une mannequin et actrice allemande.

## Biographie
Peu de temps après sa naissance, elle et sa famille d'origine allemande sont expulsées de Tchécoslovaquie et se retrouvent dans un camp d'accueil à Salzbourg en 1946. La famille s'installe ensuite à Berchtesgaden, où la petite Sylvie passe son enfance.[réf. nécessaire]
En 1961, elle remporte le deuxième prix à l'élection "Schwabinchen" du Münchner Abendzeitung. Sylvie Winter s'essaie ensuite pendant trois ans au métier d'actrice de théâtre dans sa ville natale de Berchtesgaden. En 1966, elle se tourne vers le mannequinat et s'installe à Francfort-sur-le-Main. Après trois ans, elle retourne à Munich en 1969. Durant ces années, Sylvie Winter apparaît, souvent seins nus, sur diverses couvertures de journaux, dont sept titres de Stern. Des bookings l'amènent régulièrement à New York (pour l'agence Ford Models), mais elle est également engagée pour des publications à Paris, Londres et Milan.
En mai 1969, Sylvie Winter se met pour la première fois devant une caméra pour interpréter le deuxième rôle principal féminin de Luba dans la production de Thomas Schamoni (de), Ein großer graublauer Vogel. Le rôle principal est interprété par Klaus Lemke (de). Winter devient alors la muse et la compagne de Klaus Lemke au début de la nouvelle décennie. En 1971, il lui donne le rôle principal féminin dans sa production Liebe, so schön wie Liebe et deux ans plus tard, il la choisit dans le film quasi-portrait Sylvie, dans lequel elle joue elle-même le rôle d'un modèle recherché de la jet-set. Un an plus tard, en 1974, Sylvie Winter, épuisée par le battage médiatique qui l'entoure, se détourne complètement du métier d'actrice et quitte l'Allemagne.
Sylvie Winter se rend d'abord en Italie avec son compagnon de l'époque, où Guido Mangold (de) la photographie à nouveau pour Stern, Winter se lance alors dans une sorte de recherche spirituelle de sens, rejoint pendant cinq ans le mouvement de l'Indien Bhagwan Shree Rajneesh et reçoit le nouveau nom samnyâsin de Gayan.
En 1985, Sylvie « Gayan » Winter s'installe à Santa Fe (Nouveau-Mexique). Elle loue une maison en bois et en verre sur une montagne à environ 2 700 mètres d'altitude et commence à écrire. Elle donne des interviews à la radio et à la télévision.
Selon ses propres déclarations, Sylvie Winter tente de renforcer l'estime de soi et la confiance en soi des femmes dans ses livres et lors d'ateliers et se plonge dans la culture indienne de la région. En 2007, Sylvie Winter reçoit un diagnostic de cancer, mais est soignée avec succès. Elle organise des voyages mystiques au Nouveau-Mexique, des circuits avec des Européens qui les emmènent dans la nature sauvage pour méditer et participer à des pow-wow dans des réserves indiennes du sud-ouest américain.

## Filmographie
- 1970 : Ein großer graublauer Vogel
- 1970 : Mein schönes kurzes Leben (TV)
- 1971 : Liebe, so schön wie Liebe
- 1973 : Sylvie
- 1974 : Je später der Abend (de) (apparition dans un talk-show)
- 1974 : Paul
- 1993 : Peter Przygodda, Schnittmeister (documentaire, apparition)
- 2020 : Ein Callgirl für Geister
- 2021 : Champagner für die Augen - Gift für den Rest (documentaire, apparition)